# Packard Bell

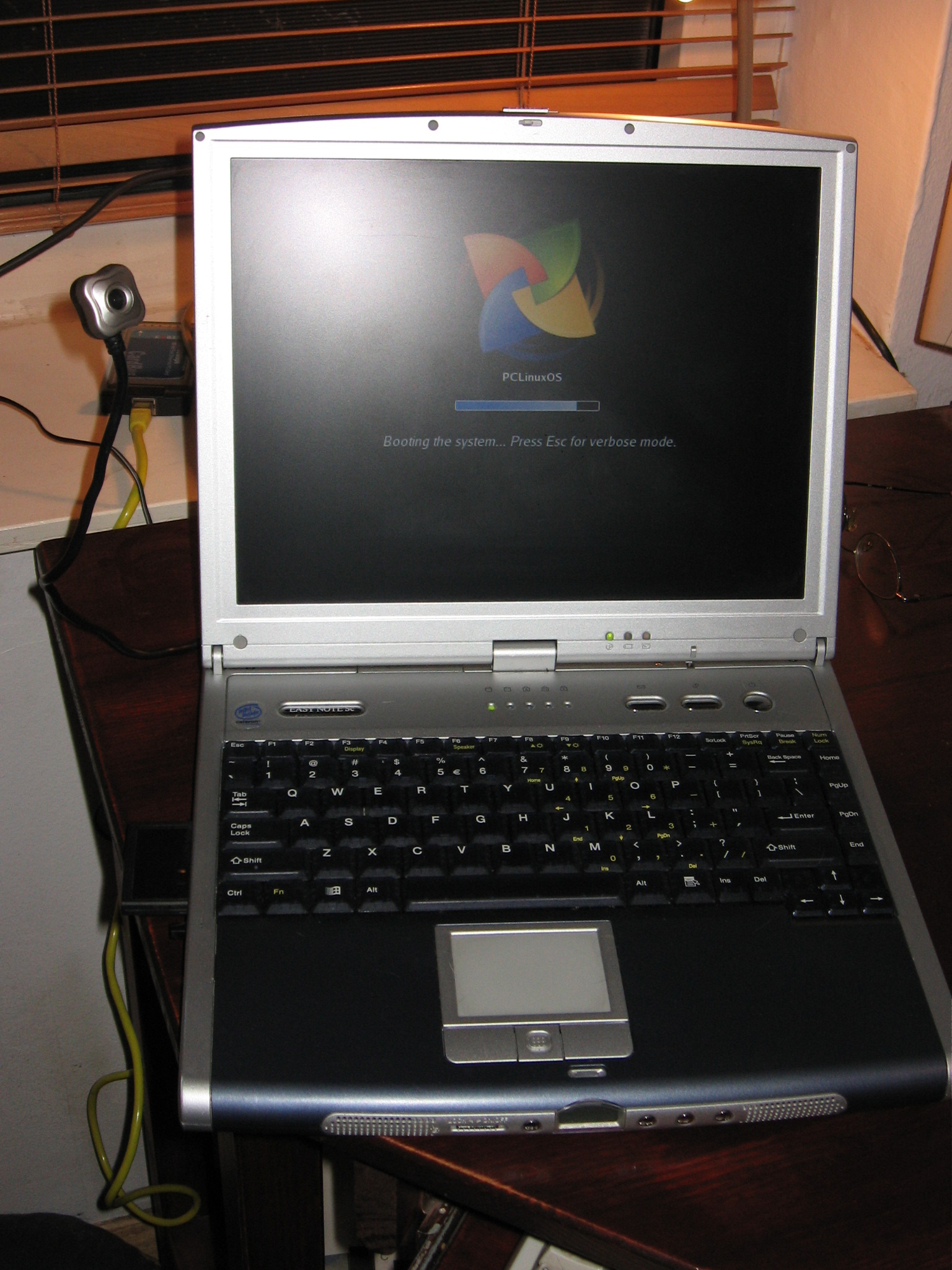
Ноутбук Packard Bell Easy Note SC

Packard Bell — нідерландський виробник комп'ютерів і дочірньої компанії Acer. Незважаючи на схожість назв, не має відношення до Hewlett-Packard, Packard, Pacific Bell або Bell Laboratories.

## Історія
Первісна компанія заснована в США в 1926 році і була виробником радіоприймачів. Протягом другої світової війни постачала армію США електронікою. Пізніше Packard Bell вийшла на ринок телевізорів, а також стала випускати комп'ютери.
У 1978 році придбана компанією Teledyne.
У 1986 році група ізраїльських інвесторів викупила марку Packard Bell для створення нової компанії, що займалася виробництвом IBM PC-сумісних комп'ютерів. В кінці 90-х придбана компанією NEC.
У 2008 році компанію Packard Bell придбала корпорація Acer Inc.